# Konstantin Schopp
Konstantin Schopp (* 30. Dezember 2005 in Salzburg) ist ein österreichischer Fußballspieler.

## Karriere

### Verein
Schopp begann seine Karriere beim SK Sturm Graz. Bei den Grazern durchlief er ab der Saison 2019/20 auch sämtliche Altersstufen in der Akademie.
Im März 2023 stand er gegen den Grazer AK erstmals im Kader der Reserve der Steirer. Für diese debütierte er dann im April 2023 in der 2. Liga, als er am 22. Spieltag der Saison 2022/23 gegen den SK Rapid Wien II in der Startelf stand.
Im Oktober 2024 stand er in der UEFA Champions League gegen den FC Brügge erstmals im Kader der ersten Mannschaft. Im selben Monat gab er schließlich, ebenfalls in der Champions League, gegen Sporting Lissabon sein Debüt für die Profis. Sein Debüt in der Bundesliga folgte im April 2025 gegen den FC Red Bull Salzburg. Dies blieb sein einziger Bundesligaeinsatz für die Grazer, mit denen er zu Saisonende Meister wurde.
Nach 14 Jahren bei Sturm wechselte Schopp zur Saison 2025/26 nach Deutschland zum Bundesligisten 1. FSV Mainz 05, bei dem er einen bis 2029 laufenden Vertrag erhielt.

### Nationalmannschaft
Im März 2025 wurde er von Peter Perchtold erstmals in die österreichische U-21-Nationalmannschaft geholt.

## Persönliches
Sein Vater Markus (* 1974) war ebenfalls Fußballspieler, spielte für Österreichs Nationalteam und wurde nach seinem Karriereende als Aktiver Fußballtrainer. Schopps Urgroßvater war der steirische Fußballspieler Franz Schopp.

## Erfolge
- Österreichischer Meister: 2025